# فلوشثورن
فلوشثورن (بالإنجليزية: Fluchthorn)‏ هو أحد جبال سلسلة جبال الألب سيلفريتا وجزء من القمة الأم بيز لينارد يقع في ولاية تيرول، النمسا. يبلغ ارتفاع الجبل حوالي 3398 متر، بينما يبلغ ارتفاع نتوء الجبل 646 متر، وقد سجل أول وصول لقمة الجبل عام 1862.